# Traç
Un traç és cada una de les parts d'una lletra o caràcter manuscrit.
Es pot entendre per traç cada una de les rectes i corbes que componen un caràcter (cas en què la lletra L es compon de dos traços) o bé el conjunt de rectes i corbes que s'escriuen sense aixecar el llapis (o un altre instrument d'escriptura) del paper (segons aquesta definició l'L s'escriu amb un sol traç).
Aquesta última definició és la que es fa servir per comptar el nombre de traços d'un caràcter xinès. En xinès i japonès, la classificació dels caràcters se sol fer segons el nombre de traços que tenen; a més, l'ordre dels traços en el qual s'escriu cada caràcter és molt important.